# Goran Rubil
Goran Rubil (Slavonski Brod, 9 maart 1981) is een Kroatisch voetballer die bij voorkeur als middenvelder speelt.

## Carrière
Goran Rubil speelde tussen 1999 en 2012 voor Nantes, Stade Lavallois, Shonan Bellmare, Rijeka, Hajduk Split en Asteras Tripolis.